# (2653) Principia
(2653) Principia (1980 WA; 1933 SB1; 1959 XE; 1963 US) ist ein ungefähr zehn Kilometer großer Asteroid des inneren Hauptgürtels, der am 4. November 1964 im Rahmen des Indiana Asteroid Programs am Goethe-Link-Observatorium in Brooklyn, Indiana (IAU-Code 760) entdeckt wurde. Durch das Indiana Asteroid Program wurden insgesamt 119 Asteroiden neu entdeckt.

## Benennung
(2653) Principia wurde nach Philosophiae Naturalis Principia Mathematica, dem Hauptwerk von Isaac Newton (nach ihm wurde der Asteroid (8000) Isaac Newton benannt), benannt. Newtons Buch, das den Höhepunkt der wissenschaftlichen Revolution des 17. Jahrhunderts darstellte, war für die Astronomie von großer Bedeutung. die Benennung wurde vom US-amerikanischen Astronomen Frank K. Edmondson vorgeschlagen.